# Eutittha insulana
Eutittha insulana is een spinnensoort uit de familie Cheiracanthiidae.
De wetenschappelijke naam van de soort werd in 1878 gepubliceerd door Tord Tamerlan Teodor Thorell.